# Tom Boonen
Tom Boonen (ur. 15 października 1980 w Mol) – belgijski kolarz szosowy, mistrz świata w wyścigu ze startu wspólnego (2005). 

## Kariera

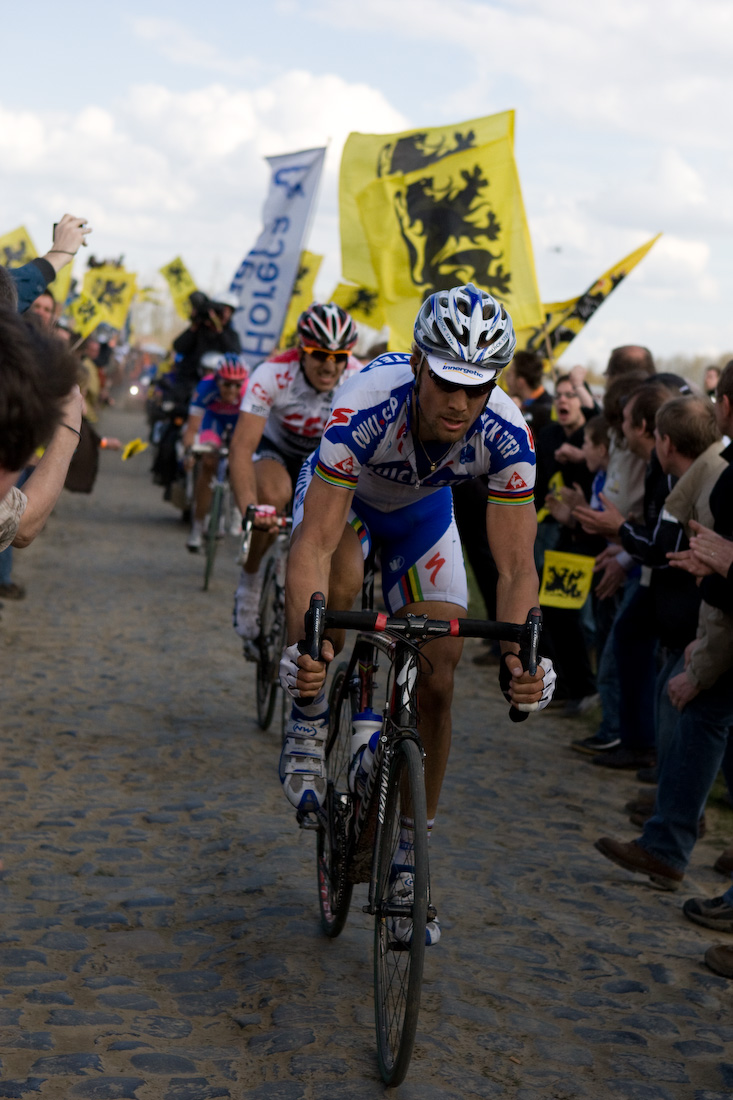
Boonen na trasie Paryż-Roubaix 2008

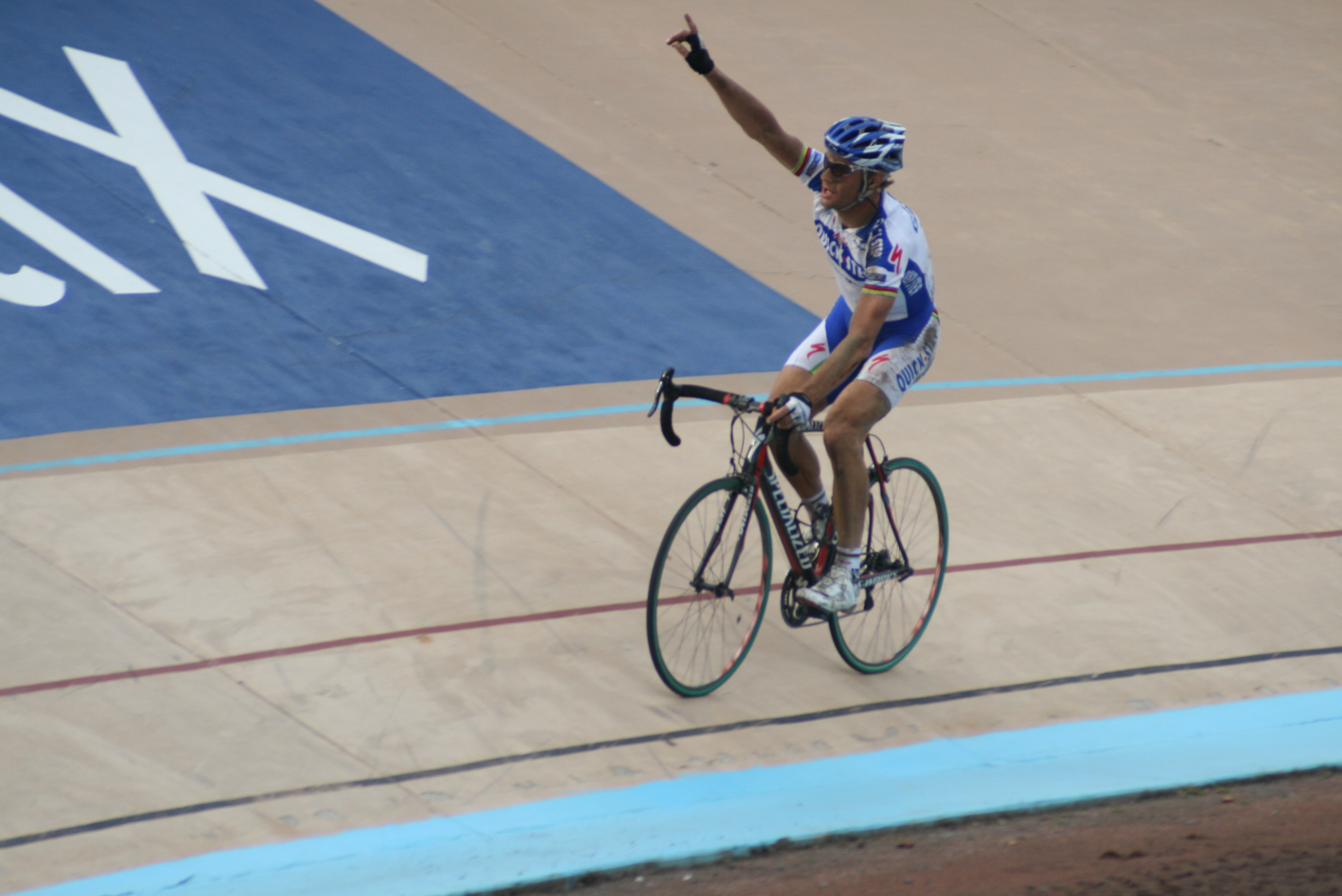
Boonen wygrywający Paryż-Roubaix

Od 2002 startował w zawodowym peletonie, początkowo w grupie US Postal, a od 2003 w Quick Step. Ma na koncie liczne sukcesy, m.in. cztery wygrane etapy (do 2005) Tour de France oraz zwycięstwa w wyścigach klasycznych Ronde van Vlaanderen (2005, 2006) i Paryż-Roubaix (2005, 2008, 2009, 2012); starty te zapewniły mu liderowanie przez pewien czas w premierowej edycji cyklu ProTour. We wrześniu 2005 zdobył złoty medal w wyścigu ze startu wspólnego na mistrzostwach świata w Madrycie.
Na początku sezonu 2006, w lutym, całkowicie zdominował 5-etapowy wyścig Tour of Qatar wygrywając 4 etapy i całą klasyfikację generalną, po czym na początku marca w wyścigu Paryż-Nicea wygrał 3 etapy finiszując z peletonu.
10 czerwca 2008 jeden z belgijskich portali podał informację, że w organizmie mistrza świata z 2005 roku wykryto kokainę. Konsekwencją tej informacji było oświadczenie organizatorów Tour de France o braku zgody na start Belga w tym wyścigu.
W 2010 roku także nie wystąpił w „Wielkiej Pętli”, ponieważ kilka tygodni wcześniej, podczas wyścigu Tour de Suisse doznał kontuzji w kraksie spowodowanej przez Marka Cavendisha.
W 2012 r. wyrównał rekord Rogera de Vlaemincka, wygrywając po raz czwarty Paryż-Roubaix. Równocześnie stał się pierwszym kolarzem, któremu udało się zwyciężyć w Ronde van Vlaanderen, E3 Harelbeke, Gandawa-Wevelgem, Paryż-Roubaix i Paryż-Bruksela w jednym sezonie. Wystąpił także na igrzyskach olimpijskich w Londynie, zajmując 28. miejsce w wyścigu ze startu wspólnego. Był to jego pierwszy start olimpijski. W tym samym roku, wspólnie z kolegami z teamu Omega Pharma-Quick Step zdobył złoty medal w drużynowej jeździe na czas na mistrzostwach świata w Valkenburgu.
W 2017 roku zakończył sportową karierę.

## Najważniejsze osiągnięcia
2002
- 3. miejsce w Paryż-Roubaix
- 7. miejsce w Gandawa-Wevelgem
- 7. miejsce w Kuurne-Bruksela-Kuurne

2003
- 5. miejsce w Omloop Het Nieuwsblad
- 3. miejsce w Gandawa-Wevelgem
- 1. miejsce na 3. etapie Ronde van België
- 2. miejsce na 11. etapie Vuelta a España

2004
- 3. miejsce w Tour of Qatar
  - 1. miejsce na 2. etapie
- 1. miejsce na 1. etapie Vuelta a Andalucía
- 1. miejsce w E3 Harelbeke
- 1. miejsce w Gandawa-Wevelgem
- 1. miejsce w Scheldeprijs
- 1. miejsce na 2. etapie Ronde van België
- 1. miejsce na 2. etapie Deutschland Tour
- 1. miejsce na 6. i 20. etapie Tour de France
- 1. miejsce w Tour de Picardie
  - 1. miejsce na 1. i 2. etapie
- 1. miejsce w GP van Steenbergen
- 1. miejsce na 3. etapie Tour of Britain

2005
- 1. miejsce na 1. i 2. etapie Tour of Qatar
- 2. miejsce w Omloop Het Nieuwsblad
- 1. miejsce na 1. i 2. etapie Paryż-Nicea
- 8. miejsce w Mediolan-San Remo
- 1. miejsce w E3 Harelbeke
- 1. miejsce w Ronde van Vlaanderen
- 1. miejsce w Paryż-Roubaix
- 1. miejsce w Ronde van België
- 1. miejsce na 2. i 3. etapie Tour de France
- 1. miejsce w Mistrzostwach świata w kolarstwie szosowym (start wspólny)

2006
- 1. miejsce w Tour of Qatar
  - 1. miejsce na 1., 2., 3. i 5. etapie
- 1. miejsce na 5. etapie Vuelta a Andalucía
- 3. miejsce w Kuurne-Bruksela-Kuurne
- 1. miejsce na 1., 2. i 4. etapie Paryż-Nicea
- 4. miejsce w Mediolan-San Remo
- 1. miejsce w E3 Harelbeke
- 1. miejsce w Ronde van Vlaanderen
- 1. miejsce w Scheldeprijs
- 2. miejsce w Paryż-Roubaix
- 1. miejsce w Veenendaal-Veenendaal
- 1. miejsce na 1. etapie Tour de Suisse
- 4 dni w Maillot jaune podczas Tour de France
- 1. miejsce na 1., 3. i 5. etapie Eneco Tour
- 1. miejsce na 6. etapie Tour of Britain

2007
- 1. miejsce na 2., 3., 4. i 6. etapie Tour of Qatar
- 1. miejsce na 4. etapie Vuelta a Andalucía
- 3. miejsce w Omloop Het Nieuwsblad
- 3. miejsce w Mediolan-San Remo
- 1. miejsce w Kuurne-Bruksela-Kuurne
- 1. miejsce w Dwars door Vlaanderen
- 1. miejsce w E3 Harelbeke
- 6. miejsce w Paryż-Roubaix
- 1. miejsce na 6. i 12. etapie Tour de France
- 1. miejsce w klasyfikacji punktowej Tour de France

2008
- 1. miejsce w Tour of Qatar
  - 1. miejsce na 2., 3. i 6. etapie
- 4. miejsce w Kuurne-Bruksela-Kuurne
- 2. miejsce w Scheldeprijs
- 1. miejsce w Paryż-Roubaix
- 1. miejsce na 4. etapie Eneco Tour
- 1. miejsce na 3. i 16. etapie Vuelta a España

2009
- 1. miejsce w Tour of Qatar
  - 1. miejsce na 3. etapie
- 1. miejsce w Kuurne-Bruksela-Kuurne
- 1. miejsce w mistrzostwach Belgii (start wspólny)
- 1. miejsce w Paryż-Roubaix
- 1. miejsce na 3. etapie Eneco Tour
- 2. miejsce w Paryż-Tours

2010
- 3. miejsce w Tour of Qatar
- 1. miejsce na 5. eatpie Tour of Oman
- 1. miejsce na 2. etapie Tirreno-Adriático
- 2. miejsce w Mediolan-San Remo
- 2. miejsce w Ronde van Vlaanderen
- 2. miejsce w E3 Harelbeke
- 5. miejsce w Paryż-Roubaix

2011
- 1. miejsce na 1. etapie Tour of Qatar
- 1. miejsce w Gandawa-Wevelgem
- 4. miejsce w Ronde van Vlaanderen

2012
- 1. miejsce na 7. etapie Tour de San Luis
- 1. miejsce w Tour of Qatar
  - 1. miejsce na 1. i 4. etapie
- 1. miejsce w World Ports Classic
  - 1. miejsce na 1. etapie
- 2. miejsce w Omloop Het Nieuwsblad
- 1. miejsce na 2. etapie Paryż-Nicea
- 1. miejsce w E3 Prijs Vlaanderen
- 1. miejsce w mistrzostwach Belgii (start wspólny)
- 1. miejsce w Gandawa-Wevelgem
- 1. miejsce w Ronde van Vlaanderen
- 1. miejsce w Paryż-Roubaix
- 1. miejsce w Paryż-Bruksela
- mistrz świata w jeździe drużynowej na czas

2013
- 1. miejsce na 2. etapie Tour de Wallonie

2014
- 1. miejsce w Kuurne-Bruksela-Kuurne
- 5. miejsce w Gandawa-Wevelgem
- 7. miejsce w Ronde van Vlaanderen

2015
- 3. miejsce w Omloop Het Nieuwsblad
- 1. miejsce w Rund um Köln
- 1. miejsce na 3. etapie Eneco Tour
- 4. miejsce w Vattenfall Cyclassics
- 2. miejsce w Grand Prix de Fourmies
- 1. miejsce w Münsterland Giro

2016
- 2. miejsce w Paryż-Roubaix
- 3. miejsce w mistrzostwach świata (start wspólny)

## Rankingi
| Rok                | 2002 | 2003 | 2004 | 2005 | 2006 | 2007 | 2008 | 2009 | 2010 | 2011 | 2012 | 2013 | 2014 | 2015 | 2016 | 2017 |
| ------------------ | ---- | ---- | ---- | ---- | ---- | ---- | ---- | ---- | ---- | ---- | ---- | ---- | ---- | ---- | ---- | ---- |
| UCI World Ranking  | 64.  | 90.  | 10.  |      |      |      |      |      |      |      |      |      |      |      |      |      |
| UCI ProTour        |      |      |      | 2.   | 7.   | 21.  | 83.  |      |      |      |      |      |      |      |      |      |
| UCI World Calendar |      |      |      |      |      |      |      | 38.  | 19.  |      |      |      |      |      |      |      |
| UCI World Tour     |      |      |      |      |      |      |      |      |      | 30.  | 3.   | 139. | 71.  | 79.  | 66.  | 102. |
| World Ranking      |      |      |      |      |      |      |      |      |      |      |      |      |      |      | 23.  | 196. |
| UCI Europe Tour    |      |      |      |      |      |      |      |      |      |      |      |      |      |      | 17.  | -    |
| UCI Asia Tour      |      |      |      |      |      |      |      |      |      |      |      |      |      |      | 6.   | -    |
| UCI America Tour   |      |      |      |      |      |      |      |      |      |      |      |      |      |      | -    | 221. |
|                    |      |      |      |      |      |      |      |      |      |      |      |      |      |      |      |      |
| Źródło: UCI        |      |      |      |      |      |      |      |      |      |      |      |      |      |      |      |      |